# Marejada

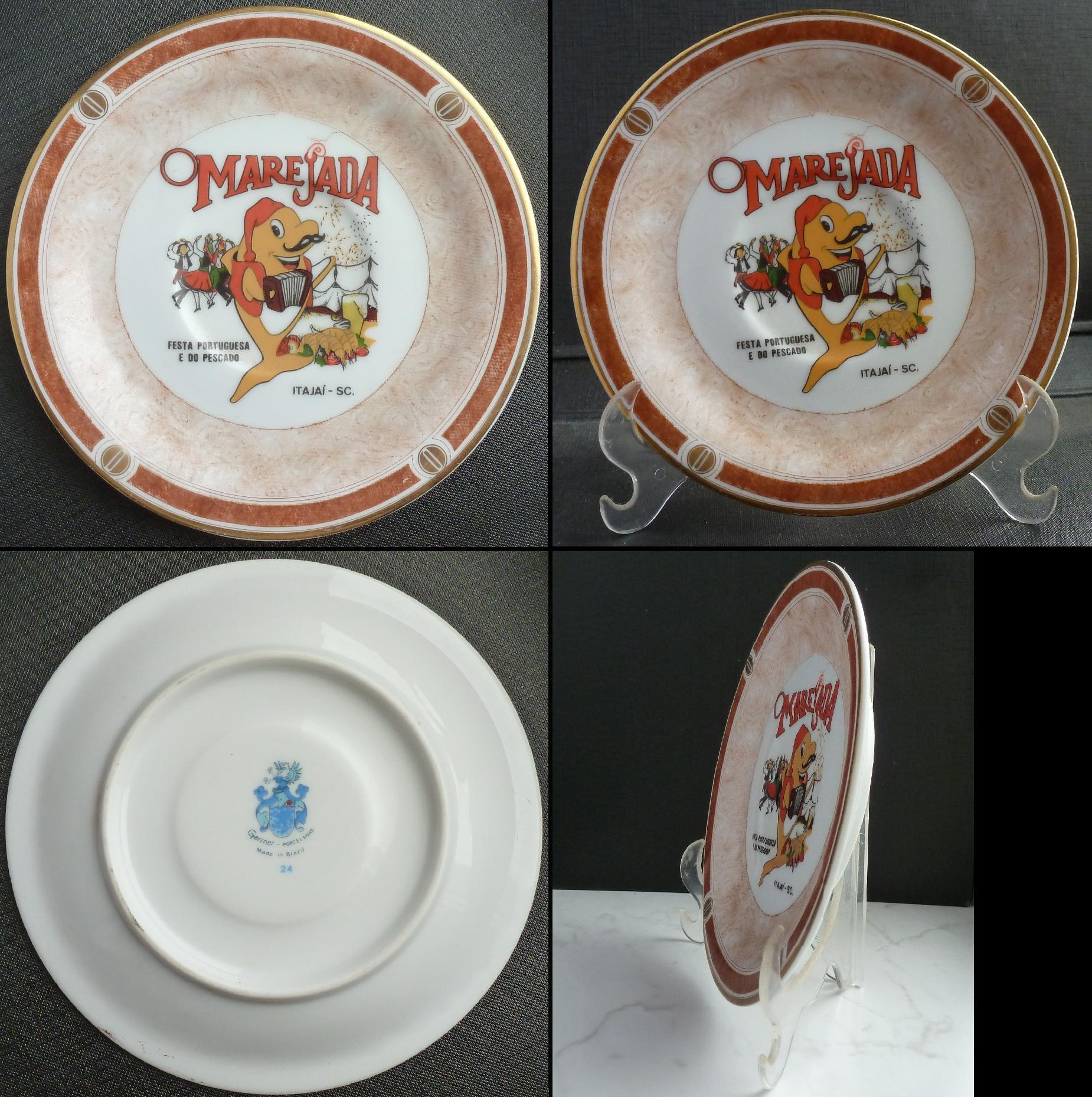
Souvenir da Marejada con symbolos da Marejada.

Marejada é um evento popular da cidade brasileira de Itajaí, no estado de Santa Catarina.
Esta festa é marcada pela apresentação de produtos do mar através da culinária, das exposições e do folclore português. O nome é relacionado ao apelido que os pescadores deram ao sobe e desce das marés.

## Edições

### 2009

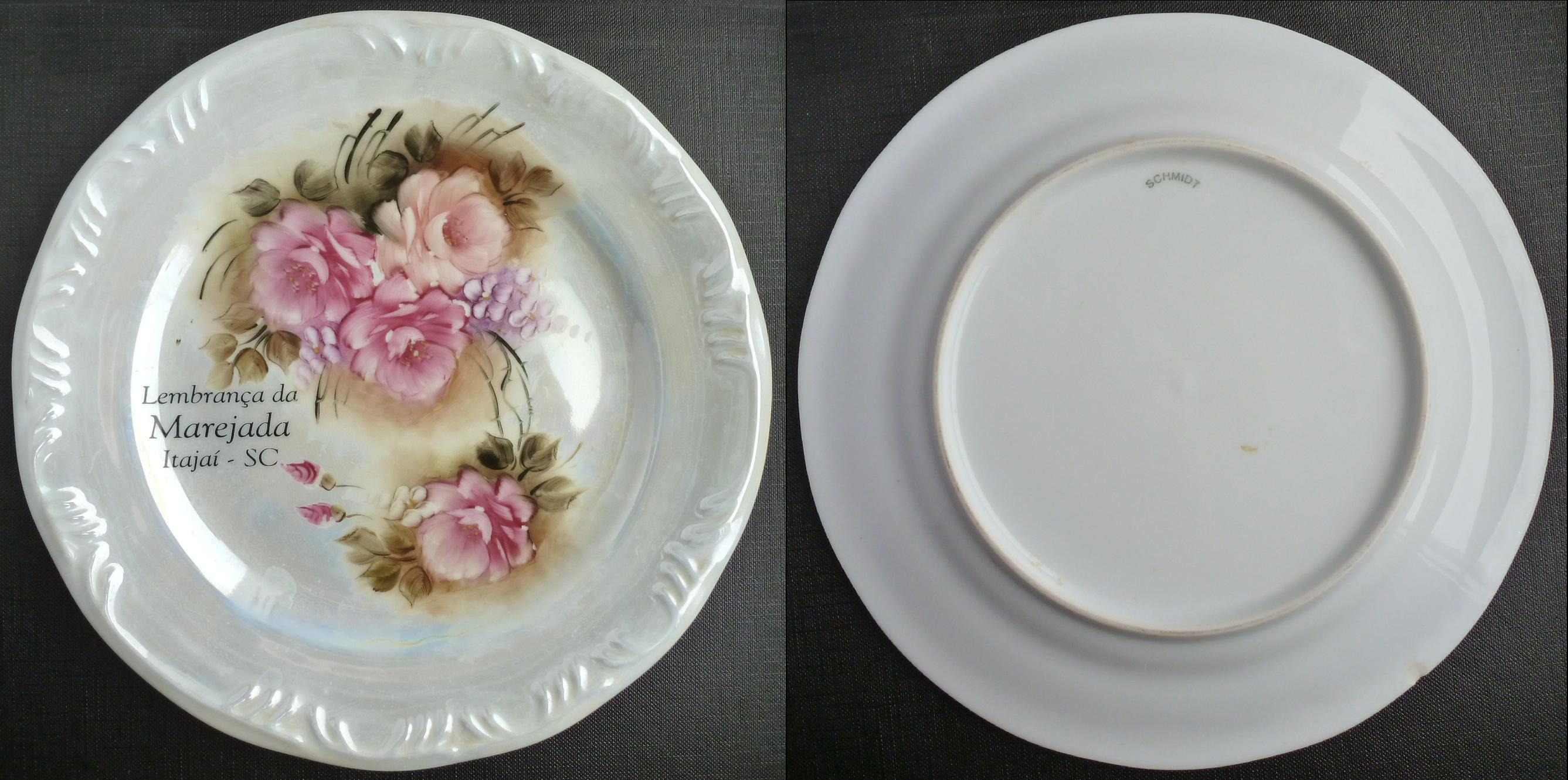
Souvenir da Marejada.

A 23ª edição, realizada de 8 a 18 de outubro de 2009, no Centreventos Itajaí, reuniu mais de 100 mil visitantes. Para atrair um público maior, nos últimos anos a festa tem recebido apresentações de artistas de renome nacional em diversos gêneros musicais. Algumas das principais atrações da festa foram "Pixote" e "Fernando e Sorocaba".

### 2010
No ano em que o município de Itajaí comemorou seus 150 anos de emancipação, a festa aconteceu de 8 a 24 de outubro, voltando a ter 17 dias de evento. Show de Luan Santana, Jeito Moleque, Michel Teló, Aline Barros entre outros. Sendo que o show de Aline Barros foi o primeiro gospel da história do evento, segundo as palavras da cantora durante o show.

## Características
São aproximadamente 600 atrações em um espaço físico de 36 mil metros quadrados de área, possuindo  palcos com diversas atrações relacionadas ao folclore português e regional como a dança, a música, o canto e o artesanato. A festa acontece no mês de outubro.
Em uma área de 36 mil m² as principais atrações são: música, dança e gastronomia típicas, apresentações de Bandas locais e nacionais, artesanato, feira comercial, shopping da Pesca de Itajaí, atividades infantis, grupos folclóricos como o Grupo Folclórico Boi-de-Mamão e Dança Portuguesa de Cordeiros, desfiles no centro e nos bairros da cidade, show pirotécnico, e parque de diversões.

## Filantropia
Preocupado com o retorno social que a festa pode estar oferecendo à comunidade, a Fundação Itajaiense de Turismo, firmou uma parceria com as entidades filantrópicas (Lions, Rotarys, Apae, Combemi) para que estas pudessem ocupar um lugar específico dentro do Centro de Promoções para comercializarem petiscos a base de frutos do mar, com o intuito de reverterem os lucros obtidos em ações concretas em vários setores da comunidade, carentes de assistência social.
Assim sendo, com muita criatividade e voluntariado, estas entidades filantrópicas fazem pratos da culinária açoriana e pesqueira que vai do legítimo bacalhau até os pastéis, casquinhas de siri, caldeirada, espetinhos, batatas, empanados, tudo a base de peixe e frutos do mar. Sem falar do prato mais comercializado na festa que é a famosa sardinha na brasa.